# Cantonul Hallencourt
Cantonul Hallencourt este un canton din arondismentul Abbeville, departamentul Somme, regiunea Picardia, Franța.

## Comune
| Comune                   | Populație (1999) | Cod poștal | Cod INSEE |
| ------------------------ | ---------------- | ---------- | --------- |
| Allery                   | 752              | 80270      | 80019     |
| Bailleul                 | 232              | 80490      | 80051     |
| Citerne                  | 262              | 80490      | 80196     |
| Doudelainville           | 194              | 80140      | 80251     |
| Érondelle                | 434              | 80580      | 80282     |
| Fontaine-sur-Somme       | 469              | 80510      | 80328     |
| Frucourt                 | 121              | 80490      | 80372     |
| Hallencourt              | 1.348            | 80490      | 80406     |
| Huppy                    | 694              | 80140      | 80446     |
| Liercourt                | 320              | 80580      | 80476     |
| Limeux                   | 129              | 80490      | 80482     |
| Longpré-les-Corps-Saints | 1.561            | 80510      | 80488     |
| Mérélessart              | 184              | 80490      | 80529     |
| Sorel-en-Vimeu           | 188              | 80490      | 80736     |
| Vaux-Marquenneville      | 67               | 80140      | 80783     |
| Wiry-au-Mont             | 96               | 80270      | 80825     |